# Rheinniederung von Breisach bis Sasbach
Das FFH-Gebiet Rheinniederung von Breisach bis Sasbach in Baden-Württemberg wurde 2005 durch das Regierungspräsidium Freiburg angemeldet. Mit Verordnung des Regierungspräsidiums Freiburg zur Festlegung der Gebiete von gemeinschaftlicher Bedeutung vom 25. Oktober 2018 (in Kraft getreten am 11. Januar 2019) wurde das Schutzgebiet ausgewiesen.

## Lage
Das 10,1 km² große Schutzgebiet Rheinniederung von Breisach bis Sasbach liegt in den Naturräumen Markgräfler Rheinebene und Kaiserstuhl. Es liegt zu 64 % im Landkreis Breisgau-Hochschwarzwald mit den Gemeinden Breisach am Rhein und Vogtsburg im Kaiserstuhl und zu 36 % im Landkreis Emmendingen mit der Gemeinde Sasbach.

## Beschreibung
Das Gebiet liegt in der Rheinaue, die durch die Rheinkorrektur stark überformt wurde. Naturnahe Relikte des früheren Auesystems sind aufgrund der fehlenden Dynamik nur noch vereinzelt vorhanden. Das Gebiet ist überwiegend bewaldet. Die zahlreichen Altwasserarme und die als Gießen bezeichneten Quellwasseraustritte prägen das Gebiet. Südwestlich von Burkheim befindet sich ein großer Baggersee im Gebiet.

## Schutzzweck

### Lebensraumtypen
Folgende Lebensraumtypen nach Anhang I der FFH-Richtlinie kommen im Gebiet vor:
| EU Code | * | Lebensraumtyp (offizielle Bezeichnung)                                                                                             | Kurzbezeichnung                                              |
| ------- | - | --- | ------------------------------------------------------------ |
| 3140    |   | Oligo- bis mesotrophe kalkhaltige Gewässer mit benthischer Vegetation aus Armleuchteralgen                                         | Kalkreiche, nährstoffarme Stillgewässer mit Armleuchteralgen |
| 3150    |   | Natürliche eutrophe Seen mit einer Vegetation des Magnopotamions oder Hydrocharitions                                              | Natürliche nährstoffreiche Seen                              |
| 3260    |   | Flüsse der planaren bis montanen Stufe mit Vegetation des Ranunculion fluitantis und des Callitricho-Batrachion                    | Fließgewässer mit flutender Wasservegetation                 |
| 6210    | * | Naturnahe Kalk-Trockenrasen und deren Verbuschungsstadien (Festuco-Brometalia) (*besondere Bestände mit bemerkenswerten Orchideen) | Kalk-Magerrasen – orchideenreiche Bestände*                  |
| 6510    |   | Magere Flachland-Mähwiesen (Alopecurus pratensis, Sanguisorba officinalis)                                                         | Magere Flachland-Mähwiesen                                   |
| 8210    |   | Kalkfelsen mit Felsspaltenvegetation                                                                                               | Kalkfelsen mit Felsspaltenvegetation                         |
| 9170    |   | Labkraut-Eichen-Hainbuchenwald Galio-Carpinetum                                                                                    | Labkraut-Eichen-Hainbuchenwald                               |
| 91E0    | * | Auen-Wälder mit Alnus glutinosa und Fraxinus excelsior (Alno-Padion, Alnion incanae, Salicion albae)                               | Auenwälder mit Erle, Esche, Weide                            |

### Arteninventar
Folgende Arten von gemeinschaftlichem Interesse sind für das Gebiet gemeldet:
| Bild                    | EU Code | * | Art                     | wissenschaftlicher Name     | Artengruppe           |
| ----------------------- | ------- | - | ----------------------- | --------------------------- | --------------------- |
| Bauchige Windelschnecke | 1016    |   | Bauchige Windelschnecke | Vertigo moulinisana         | Schnecken             |
| Große Moosjungfer       | 1042    |   | Große Moosjungfer       | Leucorrhinia pectoralis     | Libellen              |
| Helm-Azurjungfer        | 1044    |   | Helm-Azurjungfer        | Coenagrion mercuriale       | Libellen              |
| Spanische Flagge        | 1078    | * | Spanische Flagge        | Callimorpha quadripunctaria | Schmetterlinge        |
| Hirschkäfer             | 1083    |   | Hirschkäfer             | Lucanus cervus              | Käfer                 |
| Bachneunauge            | 1096    |   | Bachneunauge            | Lampetra planeri            | Fische und Rundmäuler |
| Bitterling              | 1134    |   | Bitterling              | Rhodeus sericeus            | Fische und Rundmäuler |
| Steinbeißer             | 1149    |   | Steinbeißer             | Cobitis taenia              | Fische und Rundmäuler |
| Kammmolch               | 1166    |   | Kammmolch               | Triturus cristatus          | Amphibien             |
| Gelbbauchunke           | 1193    |   | Gelbbauchunke           | Bombina variegata           | Amphibien             |
| Große Hufeisennase      | 1304    |   | Große Hufeisennase      | Rhinolophus ferrumequinum   | Säugetiere            |
| Wimperfledermaus        | 1321    |   | Wimperfledermaus        | Myotis emarginatus          | Säugetiere            |
| Bechsteinfledermaus     | 1323    |   | Bechsteinfledermaus     | Myotis bechsteinii          | Säugetiere            |
| Großes Mausohr          | 1324    |   | Großes Mausohr          | Myotis myotis               | Säugetiere            |

Spanische Flagge, Bachneunauge, Wimperfledermaus und Große Hufeisennase konnten im Gebiet bei den Erfassungen für den Managementplan im Jahr 2015 allerdings nicht aktuell nachgewiesen werden.

### Zusammenhängende Schutzgebiete
Folgende Naturschutzgebiete liegen ganz oder teilweise innerhalb des FFH-Gebiets:
- Limberg
- Rappennestgießen